# Erebia atratus
Erebia atratus är en fjärilsart som beskrevs av Eugen Johann Christoph Esper 1793. Erebia atratus ingår i släktet Erebia och familjen praktfjärilar. Inga underarter finns listade i Catalogue of Life.